# Brod nad Dyjí

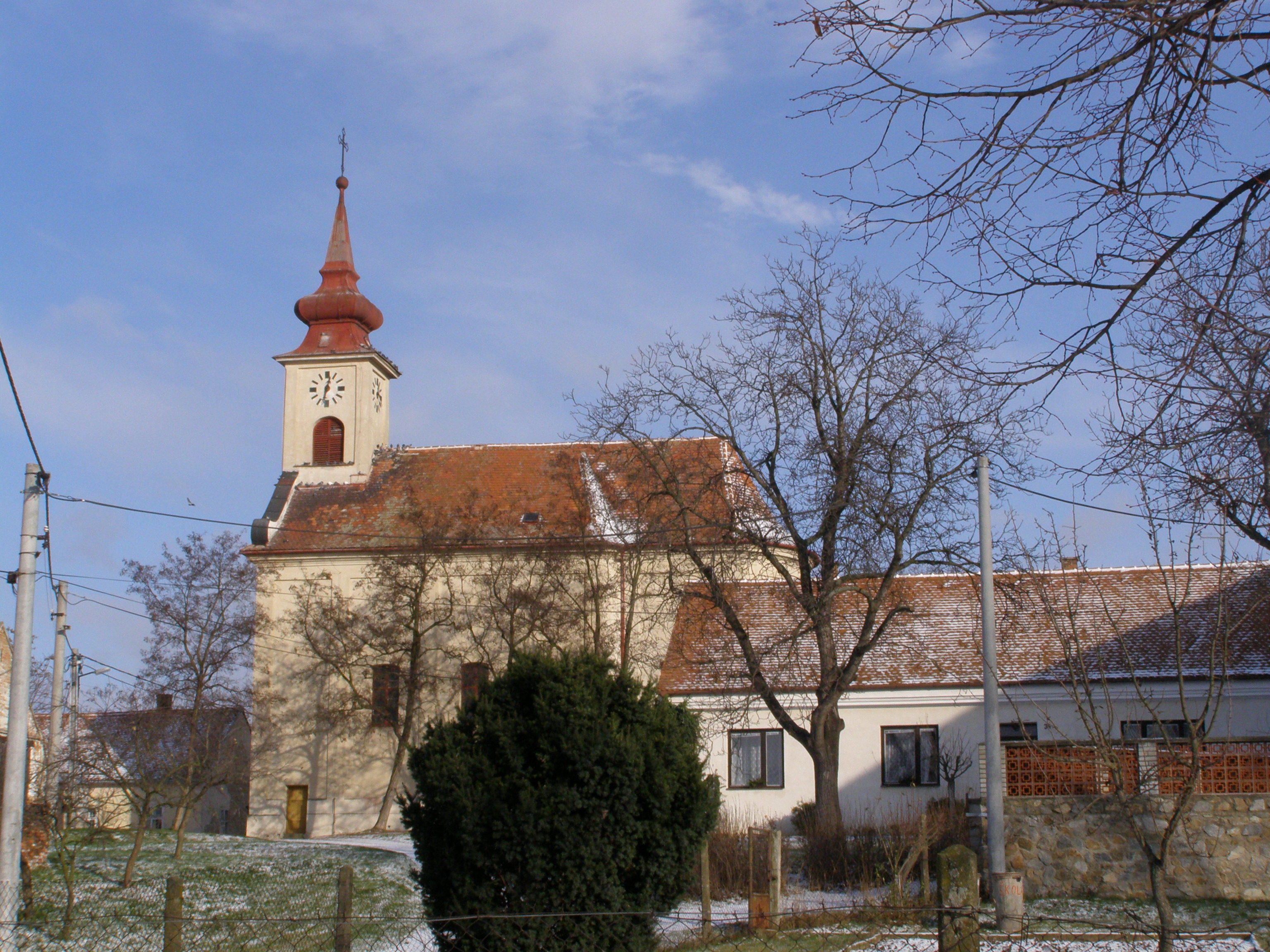
Pfarrkirche St. Nepomuk

Brod nad Dyjí (deutsch Guldenfurt) ist eine Gemeinde in der Region Südmähren in Tschechien. Sie liegt zwölf Kilometer nordwestlich von Mikulov (Nikolsburg) und gehört zum Okres Břeclav (Bezirk Lundenburg). Der Ort ist als ein Straßenangerdorf angelegt.

## Geographie
Die Nachbarorte sind im Südwesten Drnholec (Dürnholz) und Novosedly na Moravě (Neusiedl am Sand), im Süden Dobré Pole (Guttenfeld) und Březí u Mikulova (Bratelsbrunn) und im Osten Dolní Dunajovice (Untertannowitz).

## Geschichte
Der Ort entstand in den Jahren 1568–1570 als eine Neuansiedelung für den verwüsteten Ort Neudorf. 1583 wird die Ortschaft in einem Erbteilungsvertrag der Familie Liechtenstein erstmals urkundlich erwähnt.
Die Matriken des Ortes werden seit 1652 geführt (online-Suche über das Landesarchiv Brünn). Die Grundbücher werden seit 1792 aufgezeichnet. Bis zum Jahre 1786 gab es einen fürstlichen Schafhof im Ort. Kaiser Joseph II. ordnete am Ende des 18. Jahrhunderts die Zerstückelung von herrschaftlichen Meierhöfen an. Daraus sollten Neuansiedlungen gefördert werden. In Guldenfurt selbst wurden aufgrund dieser Verordnung neun neue Häuser gebaut. Guldenfurt gehörte bis 1848 zur Herrschaft Dürnholz. In den Napoleonischen Kriegen wurde die Ortschaft 1805 von französischen Truppen geplündert und 1809 16 Wochen lang von diesen besetzt. Im Jahre 1808 wurde eine vierklassige Schule gebaut. Die Freiwillige Feuerwehr wurde im Jahre 1885 gegründet. Die Mehrzahl der Einwohner war in der Landwirtschaft und im Weinbau tätig. Im Jahr 1910 waren 99,7 % der Einwohner deutschsprachig.
Nach dem Ersten Weltkrieg wurde Guldenfurt Teil der neu gegründeten Tschechoslowakei. 1938 kam der Ort nach dem Münchner Abkommen an das Deutsche Reich und wurde ein Teil des Reichsgaues Niederdonau. Von den im Zweiten Weltkrieg eingezogenen Männern sind 126 gefallen oder wurden vermisst. Mit Kriegsende wurde Guldenfurt wieder der Tschechoslowakei zugeordnet. Ein Teil der deutschsprachigen Ortsbewohner floh über die Grenze nach Österreich oder wurde dorthin vertrieben. Zwischen 15. März und 5. Oktober 1946 erfolgte die Zwangsaussiedlung von 545 Guldenfurtern nach Westdeutschland. Bis auf 70 Familien wurden alle der in Österreich befindlichen Guldenfurter entsprechend den im Potsdamer Kommuniqués genannten „Transfer“-Zielen nach Deutschland abgeschoben. Je eine Familie wanderte in die Schweiz und eine in die DDR aus.

## Wappen und Siegel
Das Siegel aus dem Jahr 18. Jahrhundert zeigt eine stilisierte Lilie, beseitet von zwei Sternen. Ab dem 19. Jahrhundert gab es nur noch einen Schriftstempel.

## Einwohnerentwicklung
| 1793                                                                          | 408   | –     | – |    |
| 1836                                                                          | 676   | –     | – | –  |
| 1869                                                                          | 774   | –     | – | –  |
| 1880                                                                          | 814   | 814   | 0 | 0  |
| 1890                                                                          | 889   | 889   | 0 | 0  |
| 1900                                                                          | 1.011 | 1.003 | 3 | 5  |
| 1910                                                                          | 955   | 952   | 3 | 0  |
| 1921                                                                          | 943   | 916   | 7 | 20 |
| 1930                                                                          | 999   | 983   | 5 | 11 |
| 1939                                                                          | 970   | –     | – | –  |
| Quelle: 1793, 1836, 1850 aus: Südmähren von A–Z, Frodl, Blaschka              |       |       |   |    |
| Sonstige: Historický místopis Moravy a Slezska v letech 1848–1960, sv.9. 1984 |       |       |   |    |

## Sehenswürdigkeiten
- Pfarrkirche des hl. Johann von Nepomuk (1770/83)
- Marienkapelle
- Katharinenkapelle am Kapellenberg
- Mariensäule
- Schule (Neubau 1808)
- Kriegerdenkmal (1920)[9][10]

## Persönlichkeiten
- Leopold Kleindienst (* 27. März 1920), Kammermusiker, Heimatforscher, Zeichner und Südmährischer Kulturpreisträger

## Belege
1. ↑  http://www.uir.cz/obec/584355/Brod-nad-Dyji
2. ↑  Český statistický úřad – Die Einwohnerzahlen der tschechischen Gemeinden vom 1. Januar 2023 (PDF; 602 kB)
3. ↑  Acta Publica (Memento des Originals vom 24. Februar 2020 im Internet Archive)  Info: Der Archivlink wurde automatisch eingesetzt und noch nicht geprüft. Bitte prüfe Original- und Archivlink gemäß Anleitung und entferne dann diesen Hinweis. Registrierungspflichtige Online-Recherche in den historischen Matriken des Mährischen Landesarchivs Brünn (cz, dt). Abgerufen am 18. März 2011.
4. ↑  Archiv Mikulov: Odsun Nĕmců - transport odeslaný dne 20. května, 1946
5. ↑  Cornelia Znoy: Die Vertreibung der Sudetendeutschen nach Österreich 1945/46, Diplomarbeit zur Erlangung des Magistergrades der Philosophie, Geisteswissenschaftliche Fakultät der Universität Wien, 1995
6. ↑  Emilia Hrabovec: Vertreibung und Abschub. Deutsche in Mähren 1945 – 1947, Frankfurt am Main/Bern/New York/Wien (= Wiener Osteuropastudien. Schriftenreihe des österreichischen Ost- und Südosteuropa Instituts), 1995 und 1996
7. ↑  Alfred Schickel, Gerald Frodl: Geschichte Südmährens. Band 3: Die Geschichte der deutschen Südmährer von 1945 bis zur Gegenwart. Südmährischer Landschaftsrat, Geislingen an der Steige 2001, ISBN 3-927498-27-0, S. 235 f. (Guldenfurt).
8. ↑  Bruno Kaukal: Die Wappen und Siegel der südmährischen Gemeinden, 1992, Guldenfurt Seite 82
9. ↑  Felix Bornemann: Kunst und Kunsthandwerk in Südmähren, 1990, s.12
10. ↑  Johann Zabel: Kirchlicher Handweiser für Südmähren 1941, Generalvikariat Nikolsburg, Guldenfurt S. 16